# Pentagonia lanciloba
Pentagonia lanciloba är en måreväxtart som beskrevs av Cornejo. Pentagonia lanciloba ingår i släktet Pentagonia och familjen måreväxter. Inga underarter finns listade i Catalogue of Life.